# Mammut (Gardaland)
Pour les articles homonymes, voir Mammut.
Mammut sont des montagnes russes de type train de la mine du parc Gardaland, situé à Castelnuovo del Garda, en Vénétie, en Italie.

## Statistiques
- Trains : 3 trains de 6 wagons. Les passagers sont placés à deux sur trois rangs. Le premier wagon, la locomotive, n'a qu'un rang, donc il y a un total de 32 passagers par train.